# Колесников, Михаил Мефодьевич
Михаил Мефодьевич Колесников (23 сентября 1901, с. Владимиро-Александровское, Приамурское генерал-губернаторство, Российская империя —  30 июля 1944, Вилкавишкский район, Литовская ССР, СССР) — советский военачальник, полковник (1942).

## Биография
Родился 23 сентября 1901 года в селе Владимиро-Александровское, ныне  Партизанского района Приморского края России.

### Военная служба

#### Гражданская война
В феврале 1919 года добровольно вступил бойцом в Сучанский партизанский отряд Савицкого, реорганизованный позже в Тетюхэ-Ольгинский отряд. Участвовал с ним в боях против войск адмирала А. В. Колчака, японских и американских интервентов в Сучанской долине Южного Приморья. В августе попал в плен к белогвардейцам и три недели содержался под арестом. Затем направлен через Владивосток и Хабаровск в город Благовещенск, где был призван в армию адмирала А. В. Колчака и зачислен во 2-ю Амурскую батарею. Через полтора месяца, во время командировки команды в направлении Владивостока, бежал из поезда и во второй половине ноября вновь прибыл в Сучанский партизанский отряд. С его распадом с мая 1920 года проживал на родине в Сучанском районе. Член ВКП(б) с 1920 года. С мая 1921 года по октябрь 1922 года находился в 4-м береговом партизанском отряде ДВР. Участвовал с ним в ликвидации отрядов братьев Меркуловых в Приморье, войск генерала М. К. Дитерихса и вытеснении японских интервентов. По окончании боевых действий в Приморье работал секретарем Сучанского волревкома Приморского края.

#### Межвоенные годы
25 января 1923 года Колесников был мобилизован в РККА и зачислен курсантом в дивизионную артшколу 2-й Приамурской стрелковой дивизии 5-й Краснознаменной армии в город Хабаровск. После окончания ее с мая служил младшим командиром в батарее легкого артдивизиона, а с июля 1924 года командиром взвода и начальником связи батареи во 2-м артиллерийском полку. С ноября 1924 года по октябрь 1925 года проходил обучение в школе среднего комсостава при учебнокадровой батарее СибВО в городе Новосибирск, затем продолжил службу в прежнем полку начальником разведки дивизиона и командиром батареи. Во время конфликта на КВЖД с июня 1929 года по февраль 1930 года был командиром и комиссаром бронепоезда № 64 ОКДВА, затем вновь служил во 2-м Приамурском артиллерийском полку командиром учебной батареи. С октября 1932 года командовал артиллерийским дивизионом в 106-м УРе (залив Де-Кастри), с августа 1935 года  — дивизионом полковой артиллерии 6-го отдельного Хабаровского стрелкового полка.
В июле 1938 года  был арестован органами НКВД и находился под следствием. В мае 1939 года освобожден из-под ареста, восстановлен в партии, кадрах РККА и направлен в распоряжение Управления по командно-начальствующему составу в Москву. В июле он назначен командиром дивизиона 103-го гаубичного артиллерийского полка 19-й стрелковой дивизии ОрВО в городе Воронеж, а с февраля 1940 года  исполнял должность заместителя командира полка. С сентября был начальником отдела кадров Управления начальника артиллерии округа. В марте 1941 года  назначен командиром 660-го легкого артиллерийского полка 220-й моторизованной дивизии 26-го механизированного корпуса 19-й армии, формировавшейся в СКВО.

#### Великая Отечественная война
С началом  войны полк в составе дивизии, корпуса и армии был направлен на Западный фронт и участвовал в Смоленском сражении. Командуя полком, майор  Колесников хорошо проявил себя с 9 по 18 июля 1941 года в тяжелых боях дивизии под Витебском, Рудней и Смоленском. В ночь на 11 июля он успешно поддерживал огнем дивизионов полка части дивизии под Витебском. 12 июля под деревней Королёво, управляя огнем дивизиона, в течение четырех часов сдерживал наступление большой танковой колонны немцев с десантом, в результате было уничтожено девять танков противника. 15 июля в боях под Смоленском, возглавляя противотанковую оборону участка, огнем орудий полка было уничтожено восемь вражеских танков, что вынудило противника отказаться от лобового удара. На следующий день он под воздействием авиации противника умело организовал переправу через Днепр большого количества автотранспорта с ранеными, материальной частью и грузами. В конце июля дивизия была преобразована в 220-ю стрелковую и вела боевые действия в 32-й армии Западного фронта, затем в 49-й армии Резервного фронта. 25 августа 1941 года майор  Колесников был утвержден начальником артиллерии дивизии и участвовал с ней в оборонительных боях на дальних подступах к Москве. С 6 на 7 октября в бою на реке Немощенка Смоленской области, управляя артиллерией дивизии, нанес противнику большие потери в огневых средствах и живой силе. С ноября дивизия входила в 22-ю армию Калининского фронта и участвовала в Калининской оборонительной операции. С декабря  Колесников занимал должность заместителя командира по артиллерии этой же дивизии и в составе 39-й, 29-й и 30-й армий Калининского фронта участвовал с ней в Калининской и Ржевско-Вяземской наступательных операциях.
С 14 августа 1942 года после 28 января 1943 года учился в Военной академии им. М. В. Фрунзе в городе Ташкент, по окончании ее ускоренного курса 13 марта 1943 года был назначен командиром 6-й запасной стрелковой бригады САВО. В феврале 1944 года освобожден от должности и зачислен в распоряжение ГУК, а 29 марта назначен заместителем командира 157-й стрелковой дивизии Западного фронта. До 29 мая временно командовал дивизией, с возвращением из госпиталя прежнего командира полковника В. А. Катюшина переведен на должность командира 70-й стрелковой дивизии. Ее части в составе 33-й армии 2-го и 3-го (с 6 июля) Белорусских фронтов участвовали в Белорусской, Могилёвской и Минской наступательных операциях. Дивизия под его командованием вела успешные бои по прорыву обороны противника на рубеже населенных пунктов Морозовка, Поляница и преследовании его в направлении Горки, Волосевичи. Полковник  Колесников действовал решительно и грамотно при форсировании частями дивизии реки Днепр и овладении городами Горки и Шклов, при уничтожении окруженной группировки немцев в районе населенного пункта Волма (вост. Минска). За образцовое выполнение заданий командования ей было присвоено почетное наименование «Верхнеднепровская» (10.7.1944). 20 июля 1944 года полковник  Колесников был освобожден от должности и зачислен в распоряжение Военного совета 3-го Белорусского фронта.
30 июля 1944 года, в ходе Каунасской операции, погиб подорвавшись на противотанковой мине. Похоронен с воинскими почестями на кладбище города Мариямполе на юго-западе Литвы.
За время войны комдив Колесников был один раз персонально упомянут в благодарственном в приказе Верховного Главнокомандующего.

## Награды
- два ордена Красного Знамени (30.01.1943[8], 12.11.1943[9])
- орден Суворова II степени (21.07.1944)[10]
- медаль «XX лет Рабоче-Крестьянской Красной Армии» (1938)[11]
- Знак «Бойцу ОКДВА»

Приказы (благодарности) Верховного Главнокомандующего в которых отмечен М. М. Колесников.
- За форсирование реки Днепр и за освобождение крупного областного центра Белоруссии города Могилев — оперативно важного узла обороны немцев на минском направлении, а также за овладение городами Шклов и Быхов. 28 июня 1944 года № 122